# Передчуття (Сімак)
«Передчуття» (англ. Hunch) — коротка науково-фантастична повість Кліффорда Сімака, вперше опублікована журналом «Astounding Science Fiction» в липні 1943 року.

## Сюжет
Спенсер Чемберс — сліпий Голова Контрольної Ради Сонячної системи, але зір йому замінила телепатична передача зображення від павукоподібної істоти, знайденої в поясі астероїдів і названої Ганібалом.
Чемберс шукає шляхи розв'язку найбільшої проблеми свого часу — умови праці в космосі вимагали багаторічної підготовки спеціалістів, які зрештою все частіше божеволіли, що паралізувало економіку Сонячної  системи. В розмові з Мозесом Аленом, Головою Секретної служби Сонячної системи, він повідомляє, що дослідницьку станцію на Юпітері доведеться закрити, оскільки весь персонал вчинив самогубство, а нова зміна відмовилась залишатись.
Ален висловлює свою підозру щодо Санктуарію — відомої компанії Яна Ніколса, спеціаліста з мінералогії, колишнього космічного дослідника. Компанія безкоштовно виліковувала всіх божевільних, але після лікування, вони втрачали професійні навички і бажання до праці. Агенти, підіслані туди Аленом, не повернулись. Незабаром Спенсер дізнається, що на прийомі світської дами місіс Темплфінгер, під час виступу скрипаля, зникли всі її астероїдні рубіни, а її характер різко перемінився.
В марсіанському місті Сандебар доктор Деніел Монк, після знаходження розетського сувою, написаного двома мовами, марсіанською та мовою народів з супутників Юпітера, нарешті отримує можливість прочитати тексти зниклих марсіан. В одному з них ідеться про форму життя, виявлену марсіанами на п'ятій планеті, яка спочатку не вважалася живою. В цей час він згадує про надісланий йому конверт, в якому виявляється астероїдний рубін. Астероїдні рубіни дуже гарні, але про їхню природу  відомо дуже мало. Коли він починає його розглядати, в коридорі звучать звуки скрипки і рубін починає випаровуватися. Керуючись поганими передчуттями, Монк розбиває камінь об металічний сейф. Перед зникненням роздроблений камінь безуспішно намагається перетворитися на феєподібну істоту.
Харісон Кемп, голова Сонячного дослідницького бюро на Плутоні, після божевілля Джоні Гарднера, чергового зі своїх колег, повертається на Землю. На аудієнції в Чемберса він проситься у відставку, пояснюючи це передчуттям його скорого божевілля у одного зі своїх колег, який ніколи в таких питаннях не помилявся. Чемберс ознайомлює його зі звітом Монка, складеним на основі текстів марсіан. В них ішлося про таємничу расу паразитів з п'ятої планети, яка настільки розлютила марсіан, що тим довелось зруйнувати їхню планету. Кемп, направляючись в Санктуарій на лікування, на прохання Чемберса, бере з собою Ганібала на розвідку, щоб той міг бачити очима істоти. 
В Санктуарії, розташованому на кількакілометровому астероїді зі штучною гравітацією, йому одразу дарують астероїдний алмаз і пропонують помедитувати наодинці в каплиці. Коли лунає дзвін, алмаз перетворюється на невидиму істоту, на яку одразу ж накидається Ганібал. Кемп відбивається від нападу вороже налаштованої охорони і йому вдається покинути Санктуарій. Ганібал же лишається на астероїді, знищуючи істот, які контролюють персонал.
Чемберс запрошує доктора Монка і позповідає, що Ганібал прочитав йому надіслані доктором марсіанські сувої. В сувоях писалося, що незадовго до свого зникнення марсіани зіткнулися з істотами, званими астеритами, котрі позбавляли їх бажання суперництва, припиняючи агресію, але також і бажання до розвитку. Лишивши по всій Сонячній системі в стані сну кілька груп своїх представників, незачеплених астеритами, марсіани пішли з життя. З цього він робить висновок, що Ганібал є пробудженим марсіанином. Чемберс вважає, що хоча астерити можуть зробити людей морально кращими, їхні кінцеві цілі лишаються невідомими і вони забирають у людей те, що й робить їх людьми. Він розпоряджається зібрати всі астероїдні камені в сховище і почати дискредитацію Санктуарію.
Вибираючи між можливим божевіллям людства і життям без суперництва й ініціативи, Кемп обирає перший шлях. Борючись із нападом власного божевілля, він надсилає Чемберсу свою здогадку — для лікування потрібно протиставляти знанням інтуїцію. Потрібно натренувати її як новий інстинкт. Ален наказує повернути з Санктуарію Ганібала, на що Чемберс відповідає, що його вбили пів години тому.